# 仁淀川

仁淀川の河口付近

仁淀川（によどがわ）は、四国の愛媛県・高知県を流れる一級河川で、愛媛県内では面河川（おもごがわ）と呼ばれる。流域面積1,560km2、石鎚山などの源流から太平洋に注ぐ河口までの幹川流路延長は124km、流域内市町村の数は3市6町1村である。
吉野川・四万十川に次ぐ四国第三の河川とされる。水質は全国1位（2010年）で、水面が青く美しい「仁淀ブルー」と呼ばれる淵や滝壺などがある。
中流域には四国で第2の規模である多目的ダム「大渡ダム」をはじめとして治水や水力発電のための施設も多い。

## 名前の由来
諸説があり、定かではない。
- 平城天皇の皇子であった高岳親王が土佐国（現在の高知県）に来た際、山城国（京都府南部）の淀川に似ているので「仁淀」と名付けたという。
- 有力な説としては、『延喜式』に貢ぎ物として「贄殿川」のアユが登場した。「贄殿」とは宮中の厨房で、諸国から魚などの貢ぎ物（贄）を納める所である。のちに贄殿川から転じて仁淀川になった。
- 古代の仁淀川は、大神に捧げる酒をこの川で醸造したことから、「神河」（みわがわ、三輪川）と呼ばれ、いつしか仁淀川となったと言われる。

## 地理
四国の最高峰である石鎚山に源を発する面河川と、分水嶺である三坂峠から流れる久万川が、御三戸（愛媛県上浮穴郡久万高原町）で合流して形成される。四国山地に深いV字谷を刻みながら南下し、やがて高知県高知市/土佐市付近で太平洋へと注ぎ込む。三坂峠から御三戸を経て高知県高岡郡越知町までの区間では、松山と高知を結ぶ国道33号が並行する。

## 流域

### 上流域
源流部は石鎚国定公園の指定区域にあたり、石鎚山の山麓にある御来光の滝付近から流れ出た面河川は、紅葉で知られる国の名勝面河渓を下り、三坂峠方面から流れてきた久万川と御三戸で合流する。これらの最上流域は険しい山地地形というよりもむしろ盆地に近いものがあるが、旧柳谷村の付近から仁淀川町にかけては、仁淀峡谷と呼ばれる標高差が数100mという険しいV字谷を刻みながら南下する。久万高原町には面河第三ダム、仁淀川町には流域最大の大渡ダムなどがあり、それらのダム付近から越知町にかけてはやや水量が乏しくなるが、ダムより下流側で長者川・土居川、越知町で大桐川といった支流と合流にするにつれ、水量を回復する。面河第三ダム下流の県境から仁淀川と河川名が変わる。

### 中〜下流域
越知町より下流側は水量も豊富になり、夏場ともなると川辺はキャンプ客や釣り人で埋まる。川面にはカヌーや川漁師の小舟がのんびりと浮かび、水辺利用率全国1位の実力をみせつけてくれる。キャンプ場も多く整備されており、それぞれ利用率も高い。また沈下橋も片岡橋・名越屋橋など大型のものが数多く残っている。いの町出来地で上八川川、いの町勝賀瀬で勝賀瀬川などと合流すると川幅はよりいっそう広がり、大河の様相を呈してくる。国道33号仁淀川橋付近にある河原では毎年5月に「紙のこいのぼり」が行われるほか、春から秋にかけて連日テントがはられている姿をみることができる。

### 河口部
1977年に、黒潮ラインの一部として仁淀川河口大橋が開通した。当初は有料道路だったが2001年4月に無料開放された。高知県内有数のサーフスポットであり、一年中サーファーの姿が見られる。また、シラスウナギ漁が盛んであり、漁が解禁される12月から翌年3月にかけて河原や周辺の海岸にはブルーシート製の作業小屋が並ぶ。小屋内ではタモで掬ったシラスウナギを雑魚と選別する作業が行われている。近年仁淀川河口大橋の土佐市部分に、新居地区観光交流施設南風が完成して、隣接する新居緑地公園に遊具ゾーンが完成した。土佐市にはまだない道の駅に近い観光施設として人気が出ている。津波対策として津波避難タワーも隣接している。また近年参加人数が1万人を超えた高知龍馬マラソン大会の折り返し地点として人気となっている。

## 歴史
- 1948年（昭和23年）11月 - 直轄河川改修計画[2]
- 1963年（昭和38年）8月 - 昭和38年台風第9号（家屋全壊3戸、床上浸水1,569戸、床下浸水289戸）[2]
- 1966年（昭和41年）
  - 4月 - 一級河川指定[2]
  - 6月 - 工事実施基本計画策定[2]
- 1975年（昭和50年）8月 - 昭和50年台風第5号（家屋全･半壊2,128戸、床上浸水5,272戸、床下浸水1,792戸）[2]
- 1986年（昭和61年）11月 - 大渡ダム完成[2]
- 2004年（平成16年）10月 - 平成16年台風第23号（床上浸水81戸、床下浸水226戸）[2]
- 2005年（平成17年）9月 - 平成17年台風第14号（家屋全壊1戸、床上浸水74戸、床下浸水105戸）[2]
- 2014年（平成26年）8月 - 平成26年台風第11号及び平成26年台風第12号（床上浸水330戸、床下浸水477戸（2回の洪水による延べ戸数））[2]

## 面河水源の森
石鎚山南方面河川の面河渓周辺の森林で、1995年に林野庁が「水源の森百選」の一つ「面河水源の森」として選定した。
| 山岳   | 面積 （ha） | 標高 （m） | 人工林 （%） | 天然林 （%） | 主な樹種         | 制限林                                                                   | 種類           |
| ------ | ----------- | ---------- | ------------ | ------------ | ---------------- | ------------------------------------------------------------------------ | -------------- |
| 石鎚山 | 2,921       | 900〜1,982 | 0            | 100          | ブナ、モミ、ツガ | 水源かん養保安林、面河自然休養林、保健保安林、石鎚山系森林生態系保護地域 | 流水（面河川） |

所在地: 愛媛県上浮穴郡久万高原町（データは指定年である1995年7月時点のもの）

## 主な支流
- 面河川（愛媛県側の別称）
- 久万川
- 黒川
- 長者川
- 中津川
- 土居川 - 安居川
- 安居川
- 名野川
- 大桐川
- 栁瀬川
- 上八川川
- 勝賀瀬川
- 日下川
- 波介川（はげがわ）
- 宇治川[11]、[12]。

## 利水施設
- 面河第三ダム - 久万高原町、四国電力管理発電用ダム
- 大渡ダム - 仁淀川町、国土交通省四国地方整備局多目的ダム
- 加枝ダム - 仁淀川町、四国電力管理発電用ダム
- 筏津ダム - 越知町、四国電力管理発電用ダム

## 主な橋梁
左岸高知市春野町、右岸土佐市

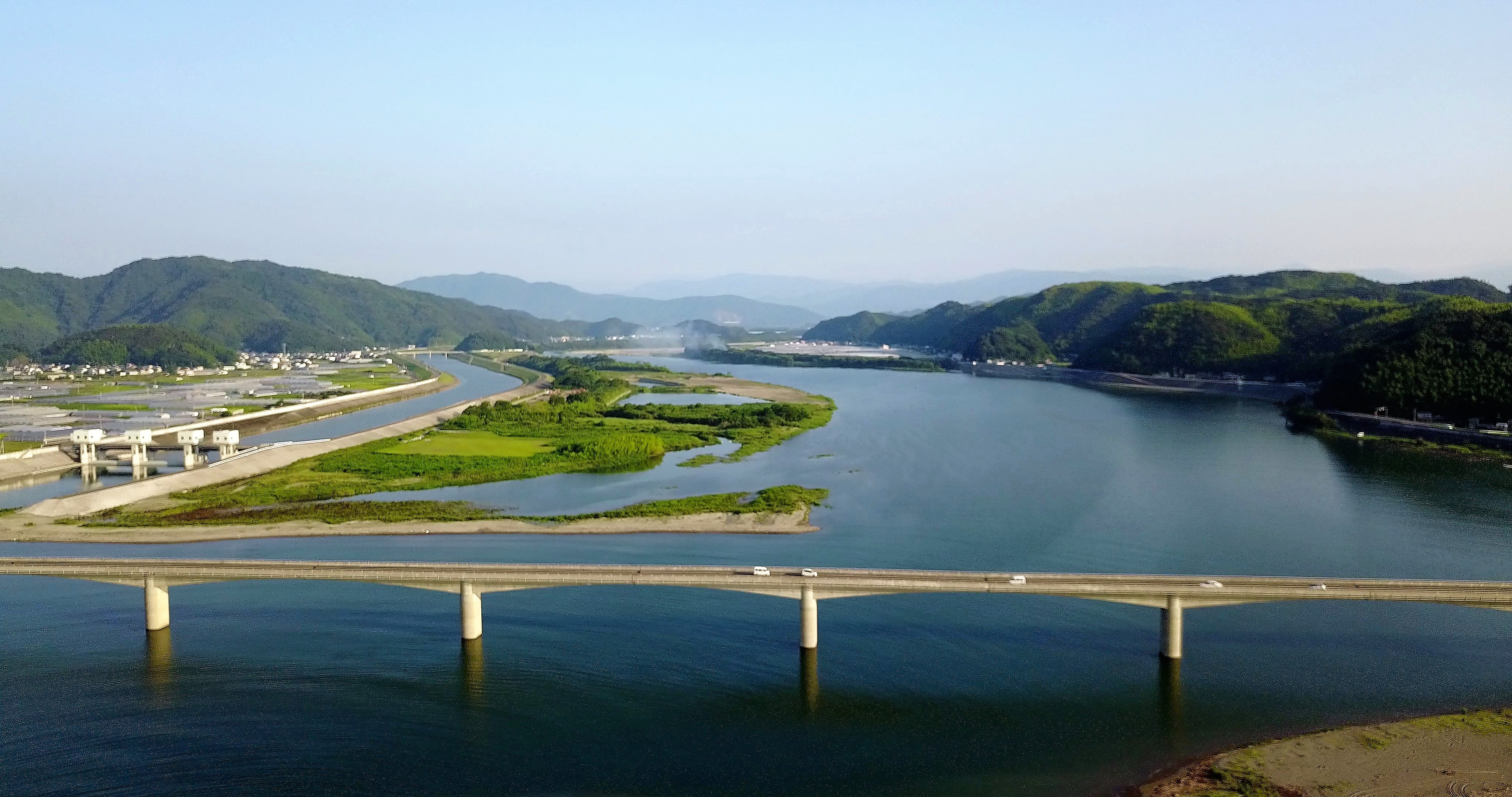
仁淀川河口大橋

- 仁淀川河口大橋 - 高知県道23号須崎仁ノ線
- 仁淀川大橋 - 国道56号
- 新仁淀川大橋 - 国道56号

左岸吾川郡いの町、右岸土佐市
- 仁淀川橋 - 高知自動車道
- 八天大橋 - 高知県道38号高知土佐線

両岸とも吾川郡いの町
- いの大橋 - 国道33号高知西バイパス
- JR四国土讃線仁淀川橋梁
- 仁淀川橋 - 高知県道39号土佐伊野線

左岸吾川郡いの町、右岸高岡郡日高村
- 名越屋橋（沈下橋）
- 柳瀬橋 - 高知県道300号柳瀬越知線

両岸とも高岡郡越知町
- 鎌井田大橋 - 高知県道300号柳瀬越知線
- 横畠橋 - 高知県道300号柳瀬越知線
- 横倉橋 - 高知県道300号柳瀬越知線

左岸吾川郡仁淀川町、右岸高岡郡越知町
- 寺村橋 - 国道33号

両岸とも吾川郡仁淀川町
- 上仁淀橋 - 国道439号
- 大渡ダム大橋 - 仁淀川町道
- 別枝大橋 - 仁淀川町道

上浮穴郡久万高原町
- 落出大橋 - 国道33号
- 柳谷大橋 - 国道440号
- 矢淵大橋 - 国道440号

### 仁淀川沈下橋

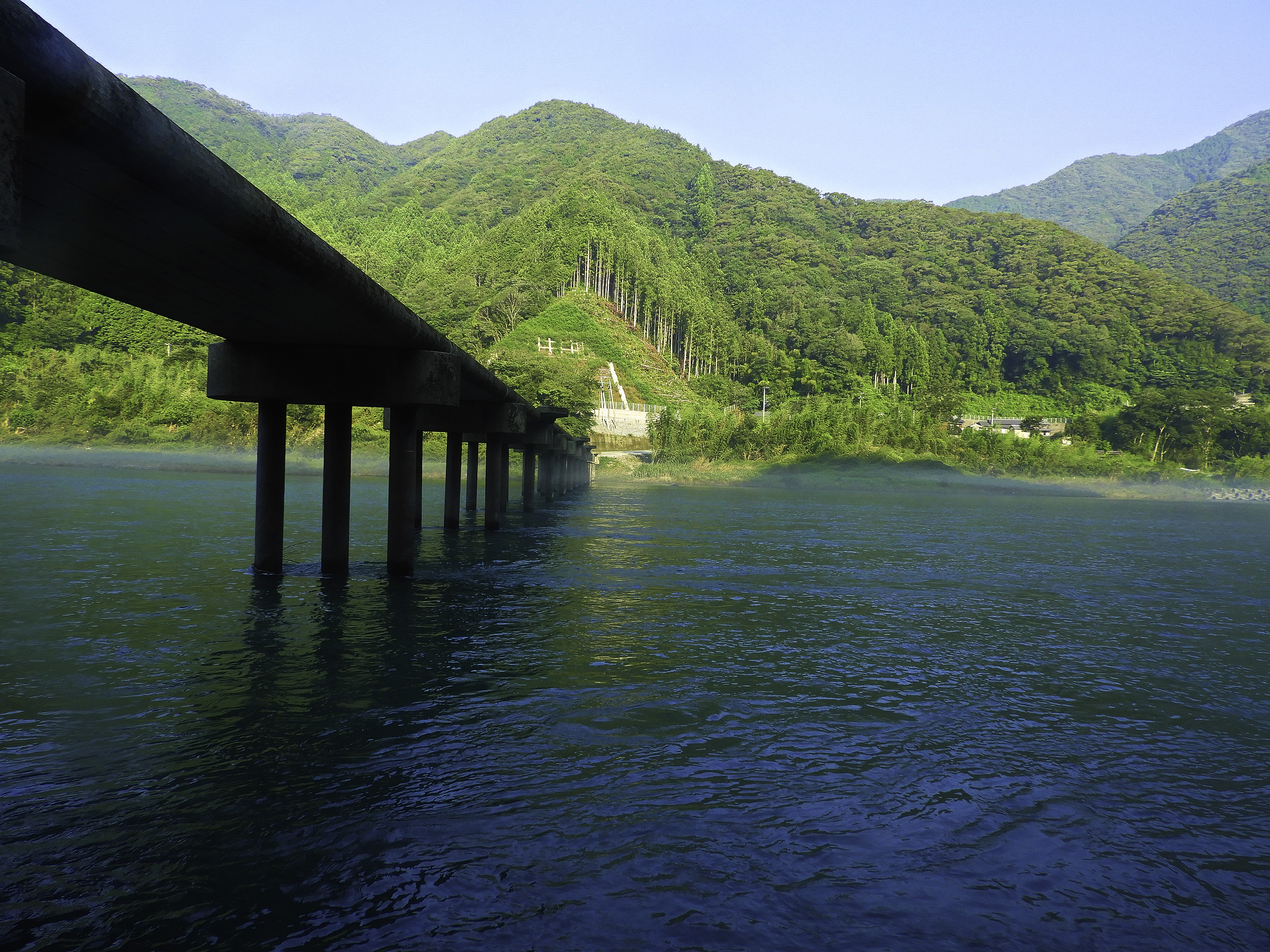
名越屋沈下橋

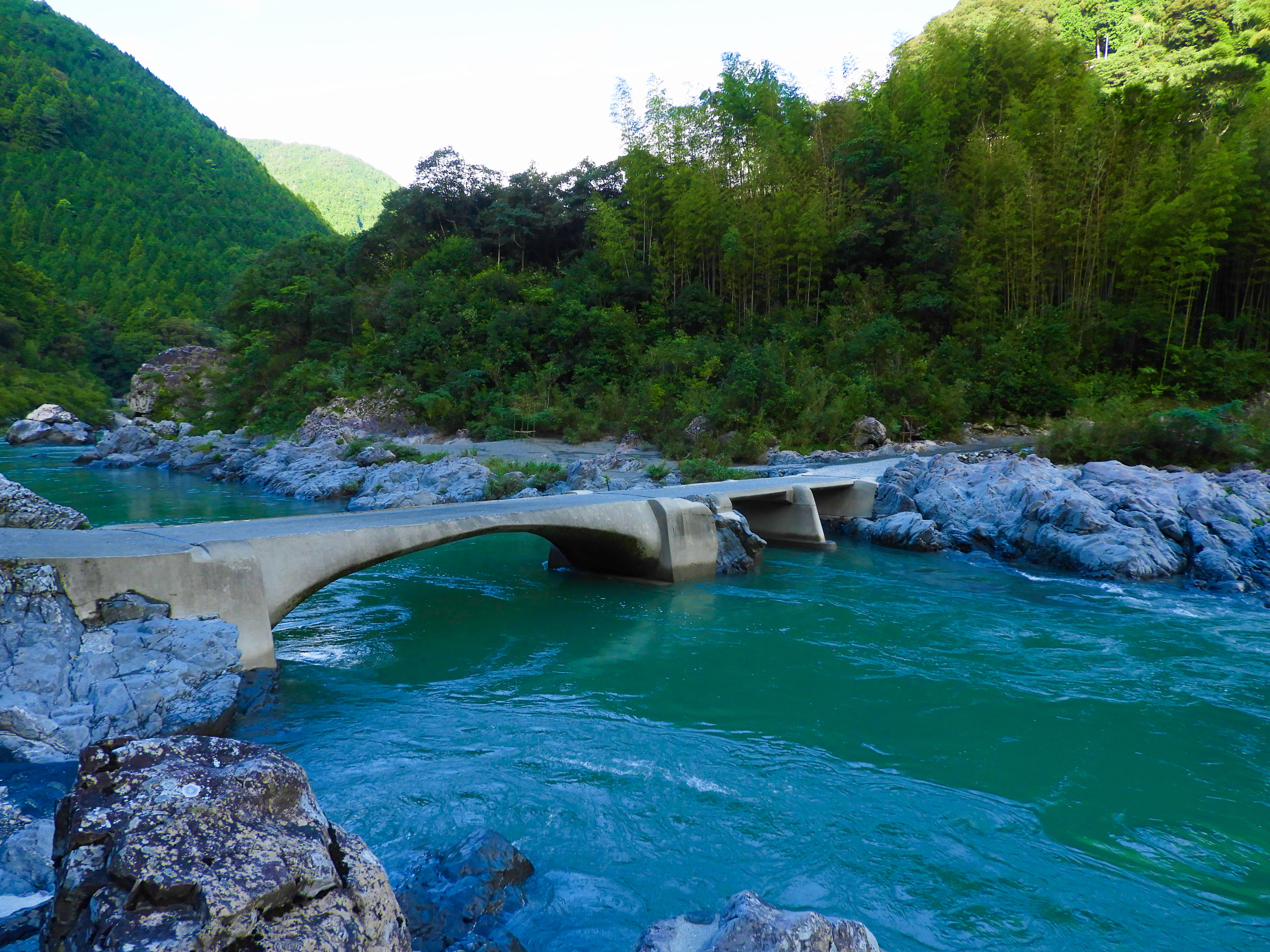
仁淀川で最古の沈下橋である。橋脚は岩でできている珍しい橋である。

| 橋梁名                    | 左岸             | 右岸         | 道路名        |
| ------------------------- | ---------------- | ------------ | ------------- |
| 名越屋橋 （名越屋沈下橋） | いの町           | 日高村       |               |
| 片岡沈下橋                | 越知町片岡       | 越知町南片岡 | 高知県道301号 |
| 浅尾沈下橋                | 越知町鎌井田本村 | 越知町浅尾   |               |
| 中仁淀橋                  | 越知町今成       | 越知町越知甲 |               |
| 久喜橋                    | 仁淀川町相能     | 仁淀川町久喜 |               |
| 大森沈下橋                | 仁淀川町大渡     | 仁淀川町森   |               |

## 主な観光地

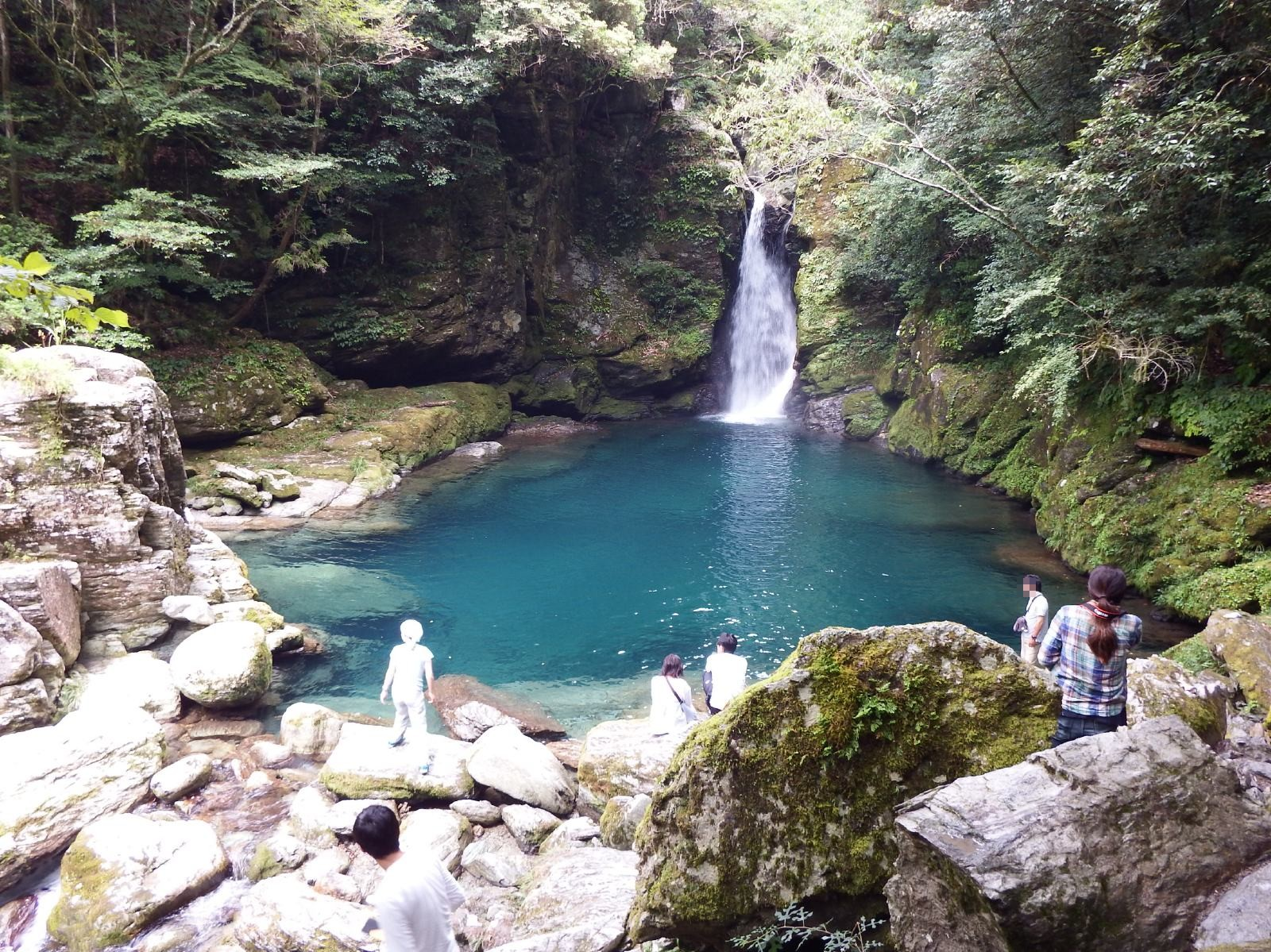
にこ淵の全景

- にこ渕（いの町）
- 中津川 (仁淀川町)
- 安居渓谷（仁淀川町）
- 仁淀川河口大橋（土佐市）

## 仁淀川を舞台とする作品

### 文学作品
仁淀川を舞台とした文学作品で名高いのが、宮尾登美子の自伝小説『櫂』『春燈』『朱夏』『仁淀川』である。宮尾は高知県に生まれ育ち、戦前および戦後の引揚げ後の2度にわたり仁淀川流域で暮らした経験があり、上記作品群はその経験を元に書かれたものとなっている。近年では高知県出身の女性作家有川浩の作品『空の中』において、仁淀川で河漁師として生計を立てる人物が作中重要な役割を果たしている。

### ドキュメンタリー
- NHKスペシャル「仁淀川 〜青の神秘〜」（2012年3月25日、NHK）[5]

## 参考画像

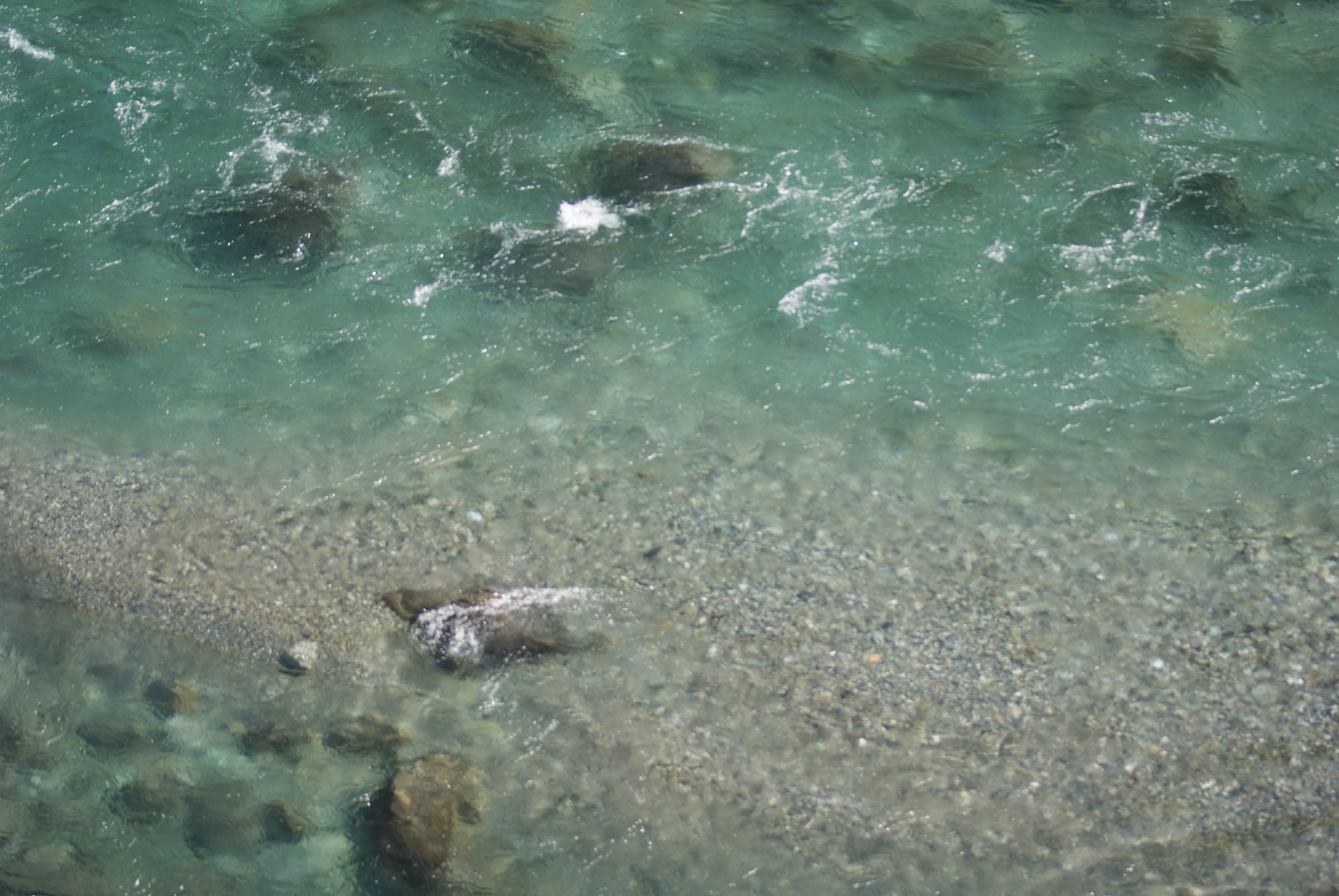
仁淀川支流・土居川の清流 台風通過後5日目
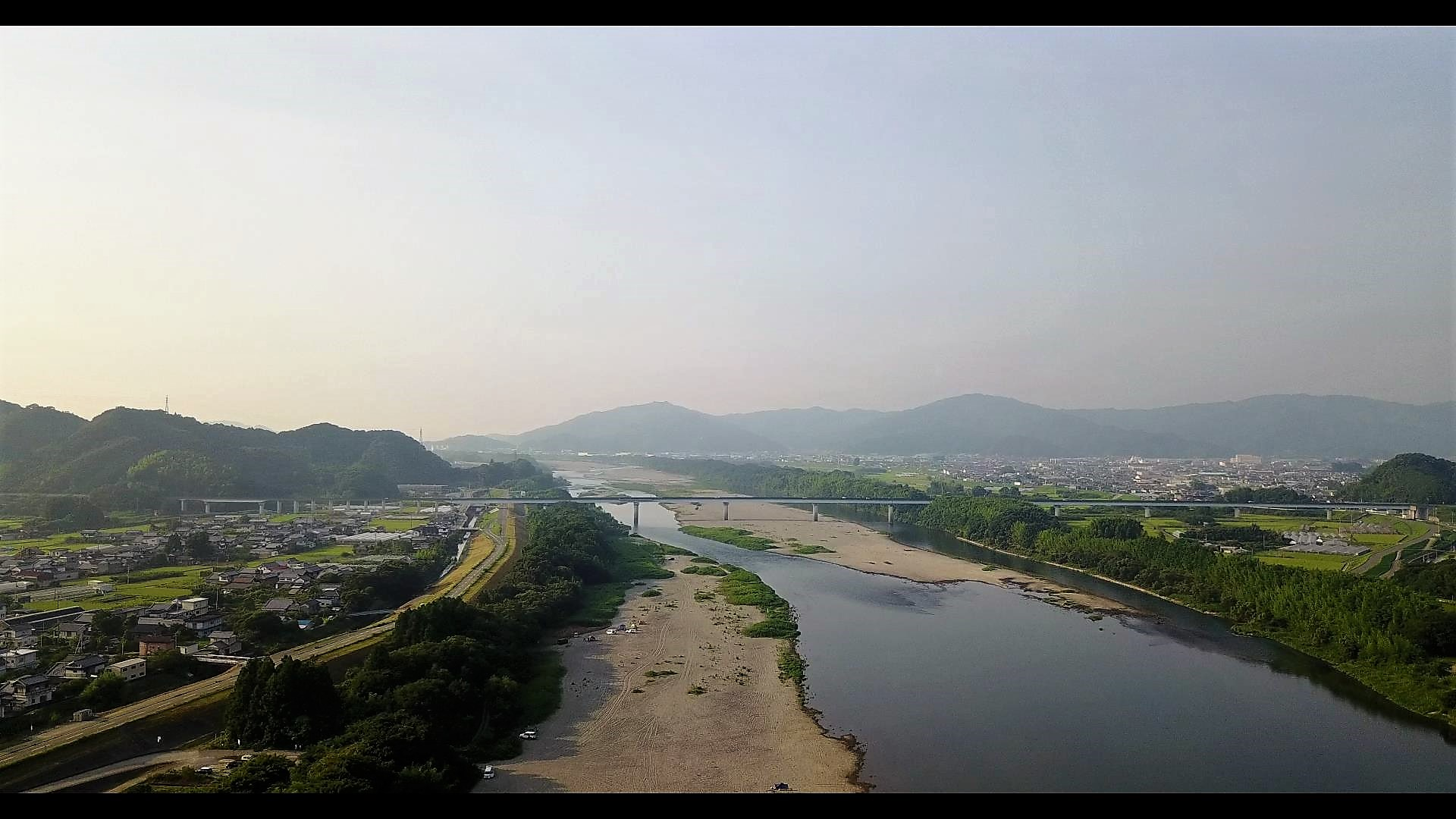
仁淀川に架かる高知自動車道橋脚
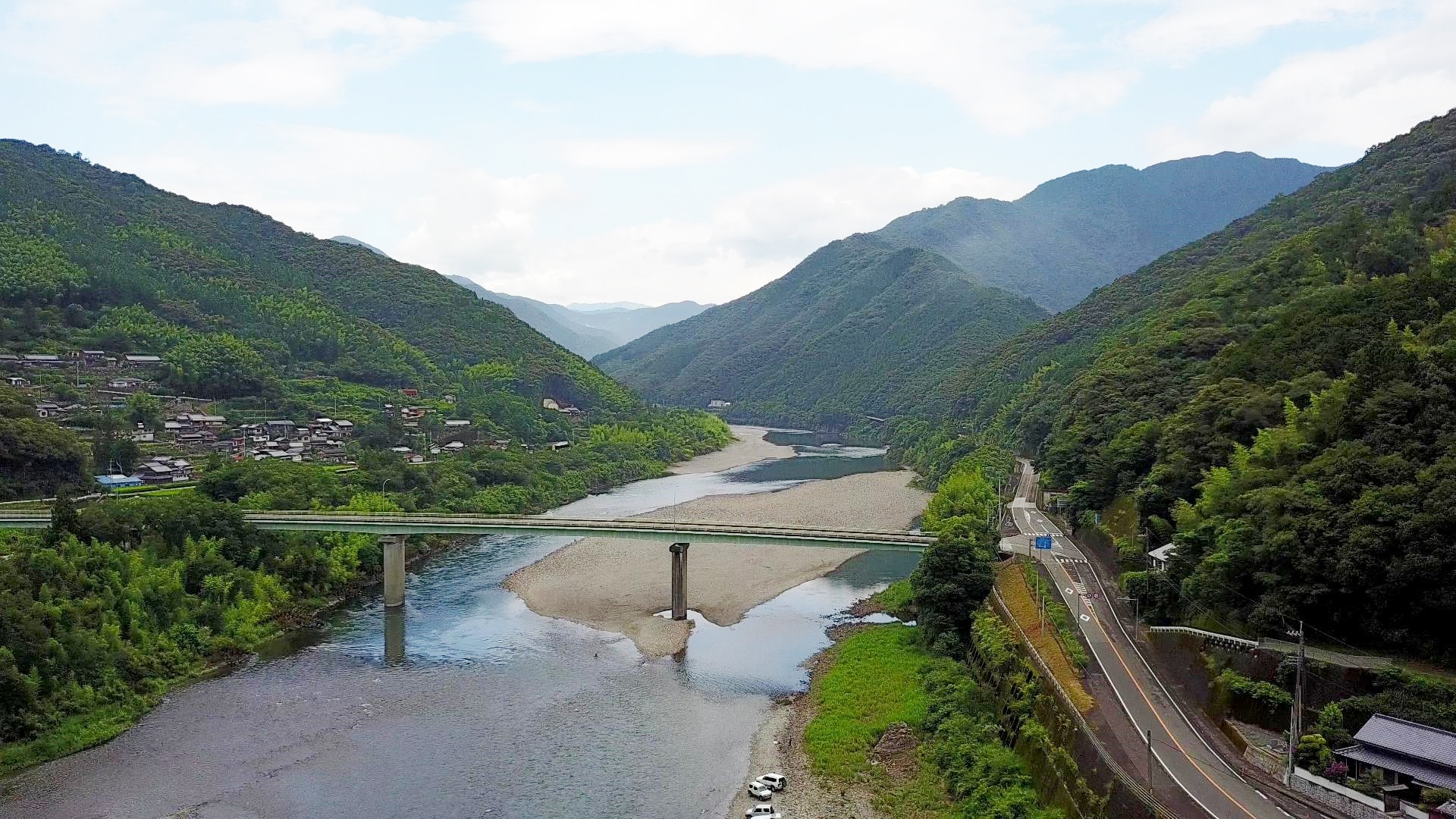
仁淀川の柳瀬橋の空撮写真
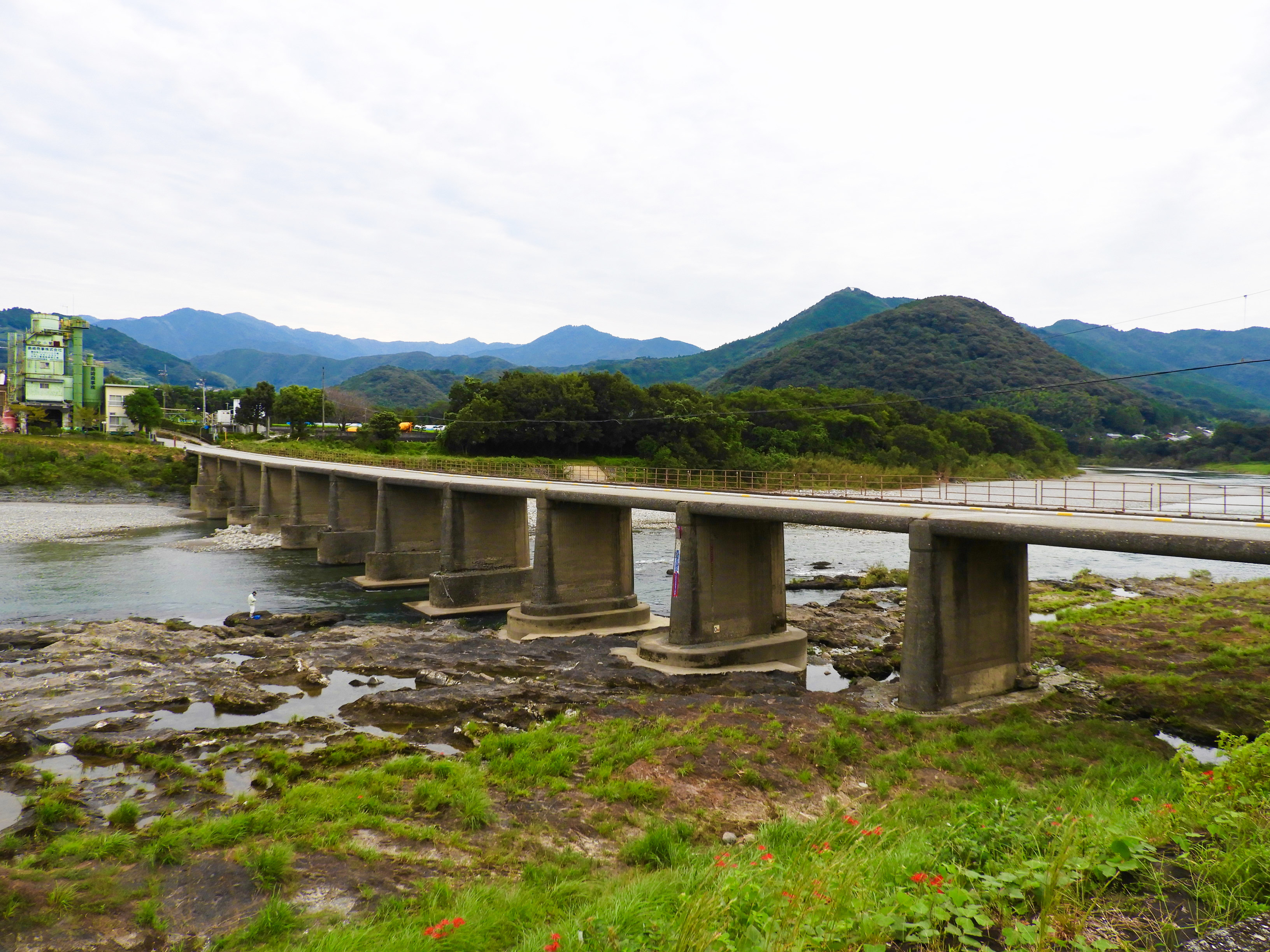
高知県越知町にある仁淀川の沈下橋。高知県では珍しく歩道と車道が分離されている。歩道部分には転落防止用手すりがついている。
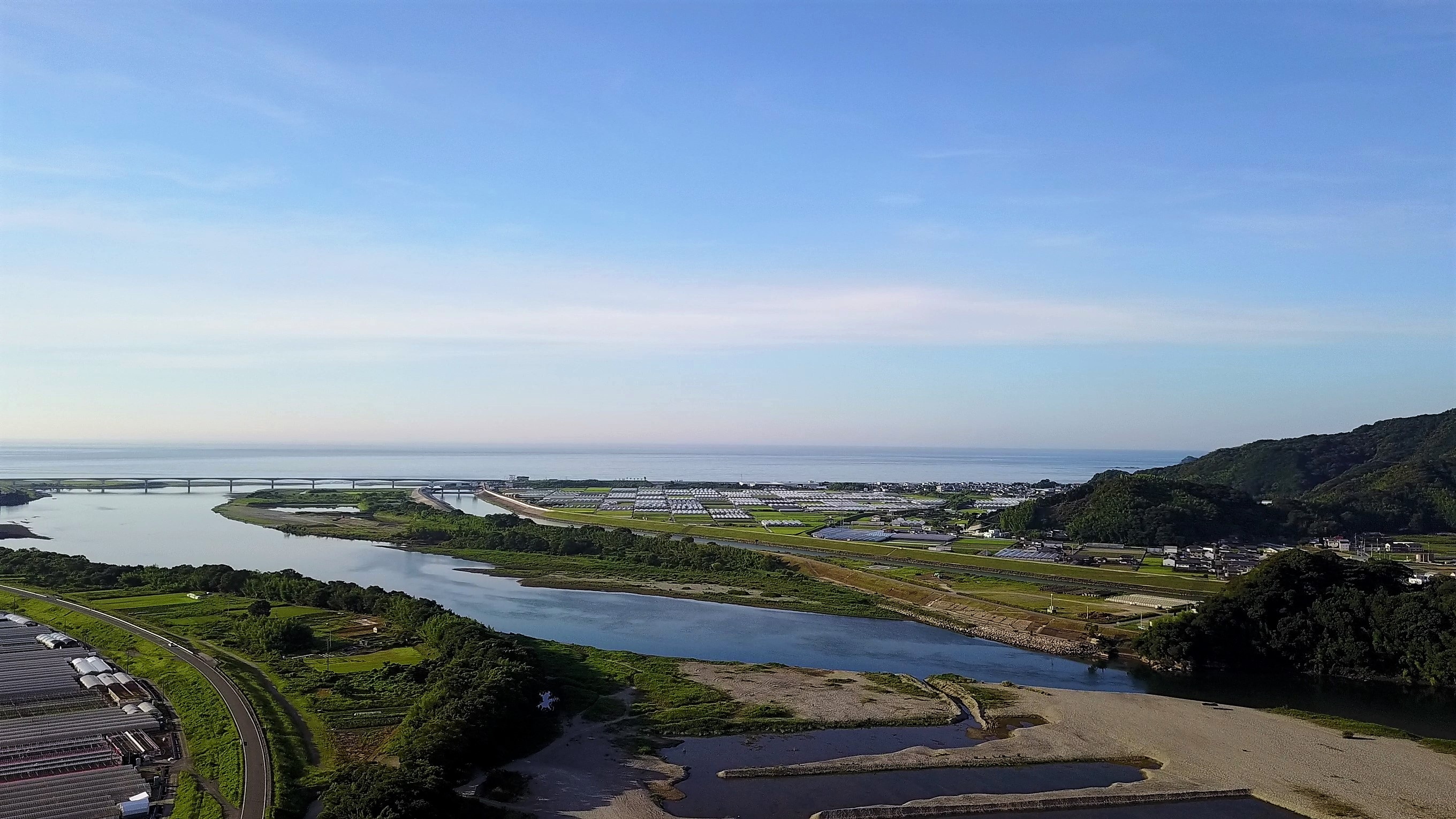
高知市春野町西畑上空からの撮影
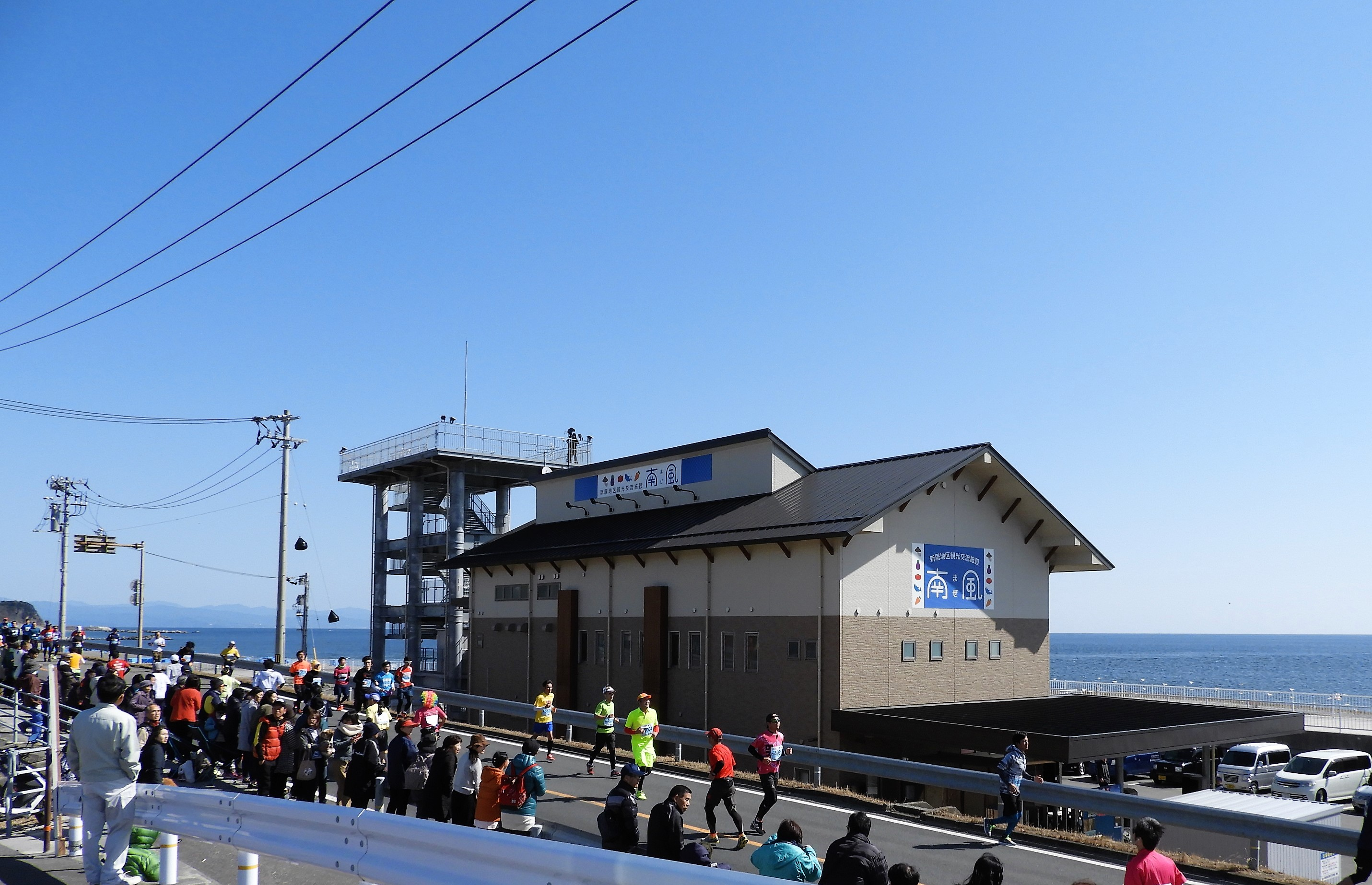
新居地区観光交流施設南風 まぜ
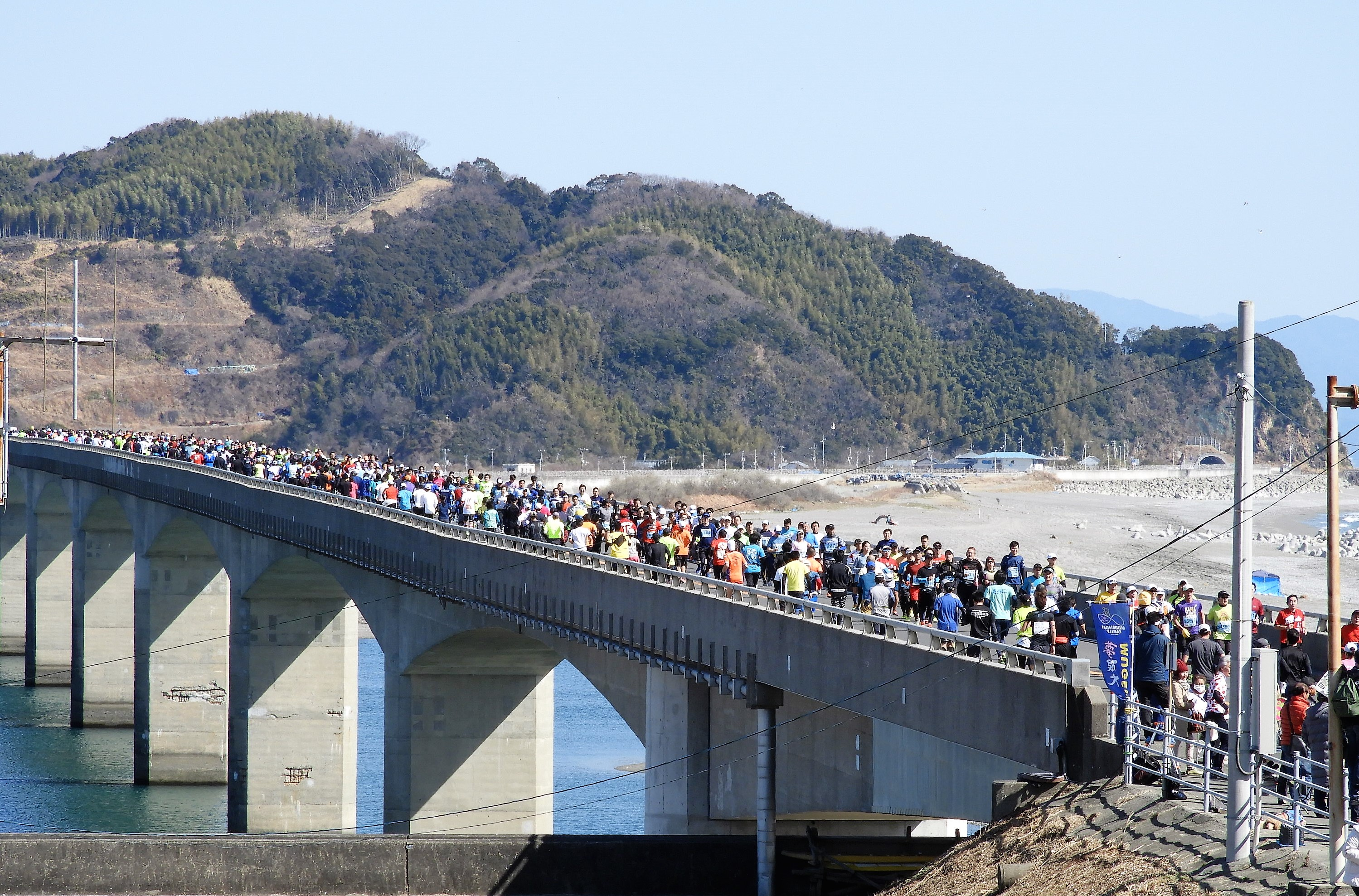
仁淀川河口大橋 2018年高知龍馬マラソン大会にて